# صيغة المصدر

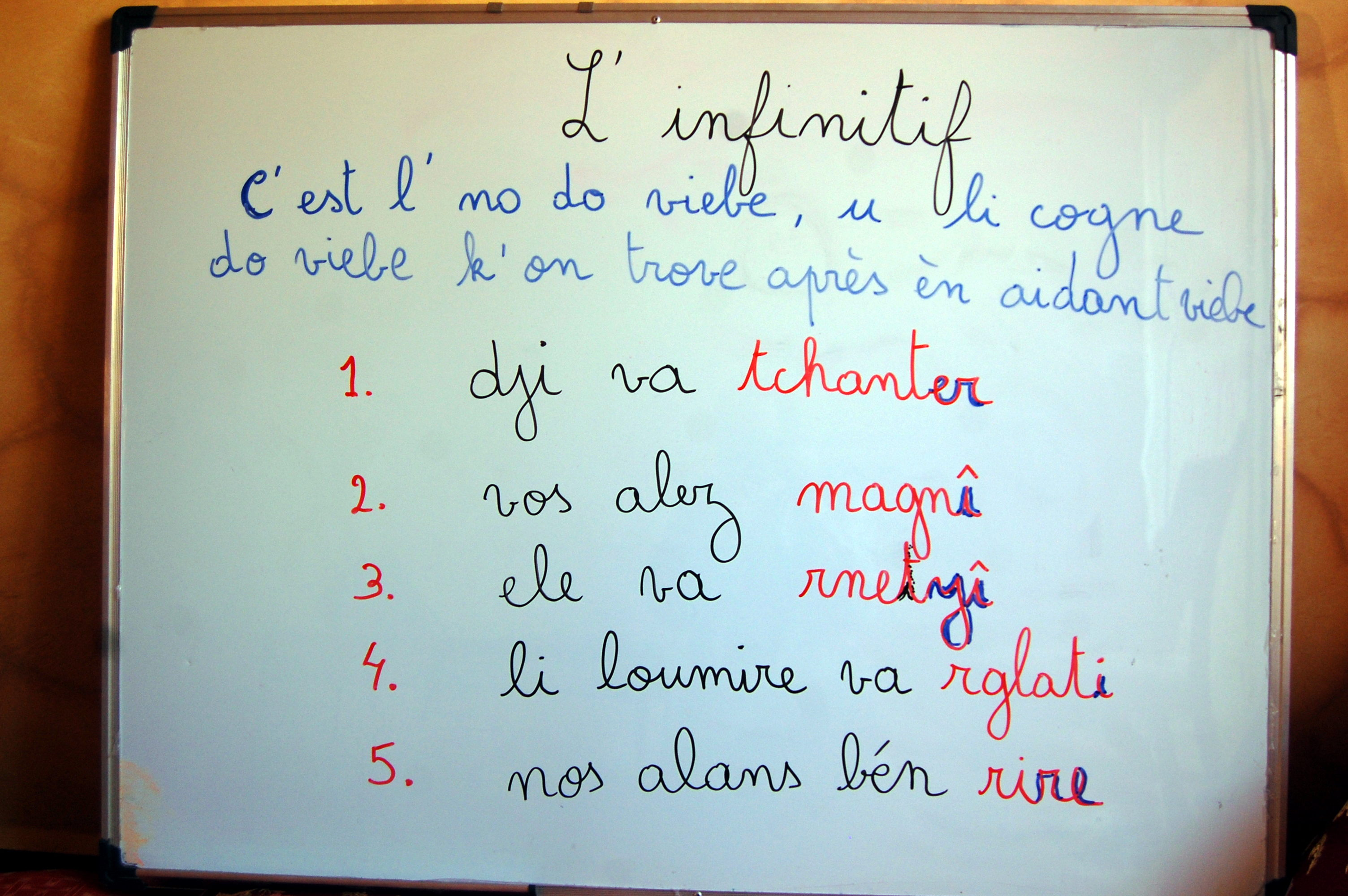

صيغة المصدر هي لفظ لغوي يشير إلى أشكال معيَّنة من الفعل موجودة في العديد من اللغات، يستعمل على الأغلب كفعل غير مسند (أي فعل بدون فاعل)، وهو غير موجود باللغة العربية.
في الأوصاف التقليدية للغة الإنجليزية، فإن صيغة المصدر هي صيغة القاموس الأساسية للفعل عند استخدامها كفعل غير مسند، مع أو بدون احرف الجر "to". وبالتالي فإن "to go" صيغة مصدر، كما هو الحال في جملة مثل "I must go there" (ولكن ليس في "I go there"، حيث يكون الفعل مسنداً).
في العديد من اللغات تكون صيغة المصدر كلمة واحدة مع تصريف معينٍ آخر الكلمة، وهذا هو الحال في اللغات الألمانية والفرنسية واللاتينية والروسية. هناك أيضا لغات لا تحتوي صيغة المصدر هذه، وهي: العربية، والكثير من لغات الأمريكيتين الاصلية، وبعض اللغات الأفريقية والأسترالية.
ويستعاض عن صيغة المصدر في العربية بـ«اسم المصدر»، فتكون الترجمة العربية الموافقة للجملة الإنجليزية "I want to write a book" هي«أريدُ كِتَابَةَ كتابٍ»، أو قد ينصب الفعل المصارع فتكون الترجمة «أريدُ أنْ أَكْتٌبَ كِتاباً». وفي اللهجات الشامية الجنوبية (فلسطين والأردن) يٌقال «بِدّي أْكْتُبْ كْتابْ»، وهذه الجملة هي في صيغة الجملة الثانوية، إذ لا معنى لفعل «أْكْتُبْ كْتابْ» لوحده في هذه اللهجة.